# آنتون فن ورنر

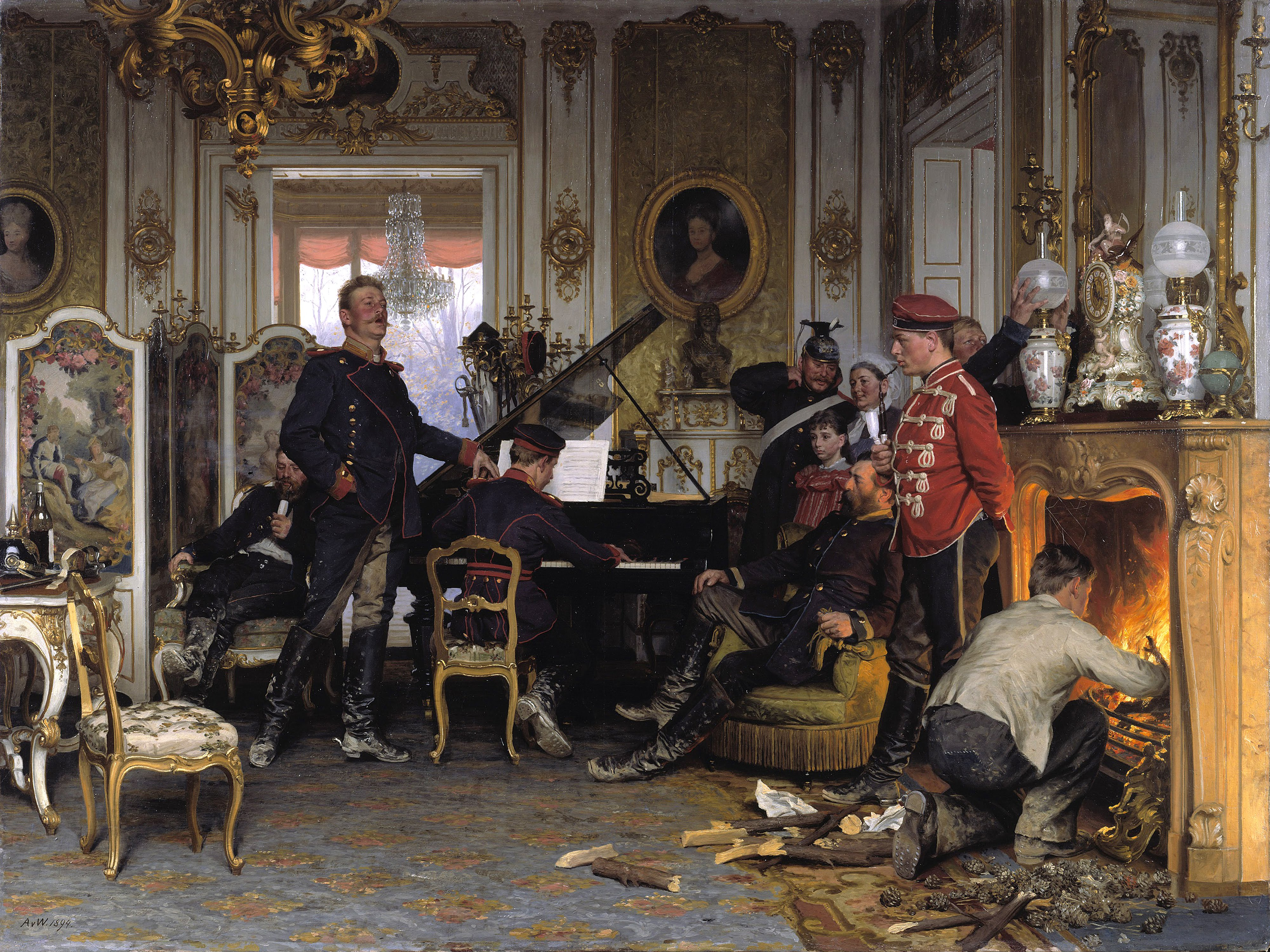
توقف سربازان پیش از رسیدن به پاریس، نام اثری است از آنتون فن ورنر، به‌سال ۱۸۹۴ میلادی. این اثر اکنون در مالکیت گالری ملی قدیم در برلین قرار دارد.

آنتون فن ورنر (انگلیسی: Anton von Werner؛ ۹ مهٔ ۱۸۴۳ – ۴ ژانویهٔ ۱۹۱۵) یک نقاش برجستهٔ اهل آلمان بود.

## نگارخانه

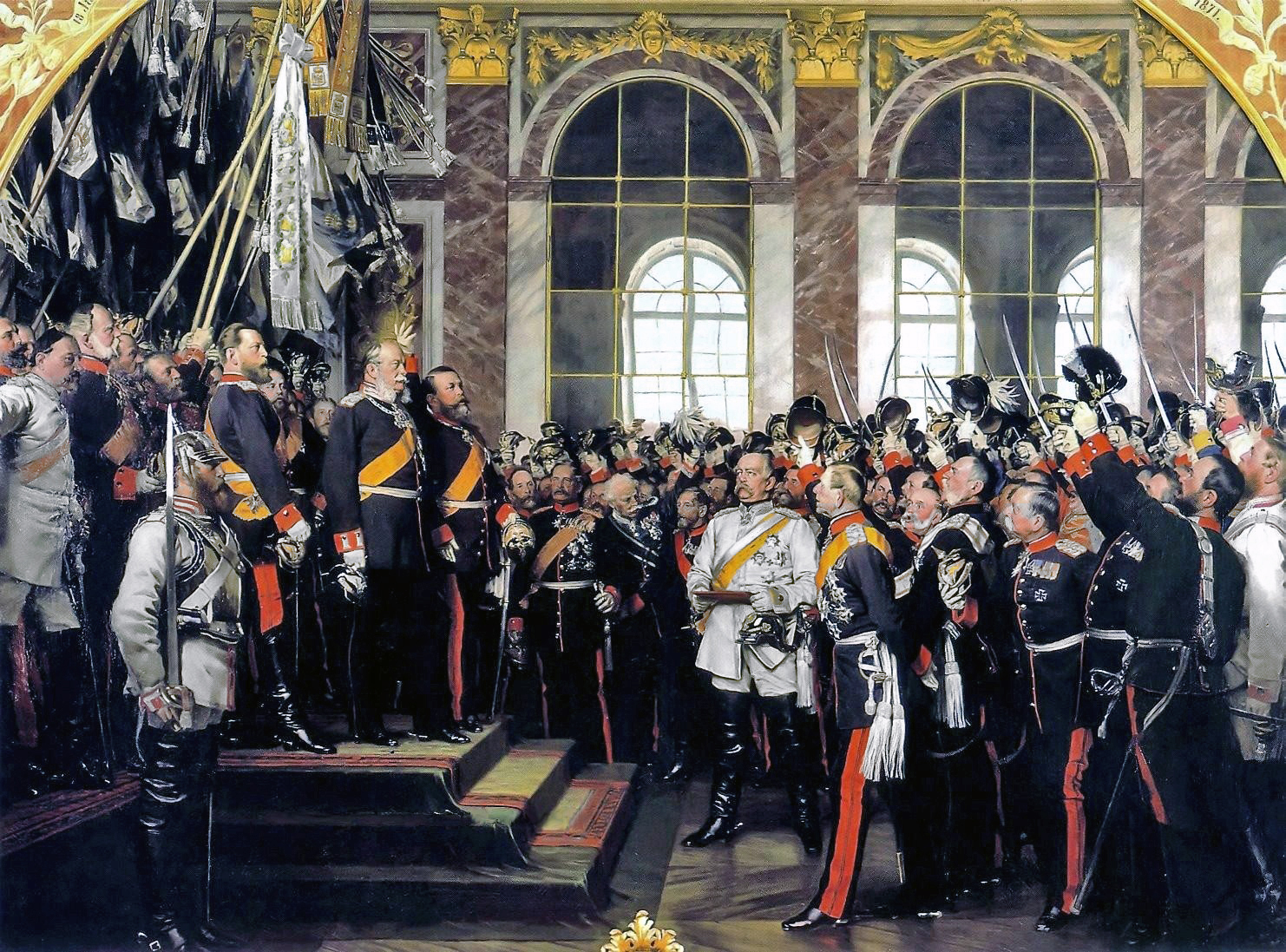
اعلان تشکیل امپراتوری آلمان (۳مین نسخه) ۱۸۸۵ م.
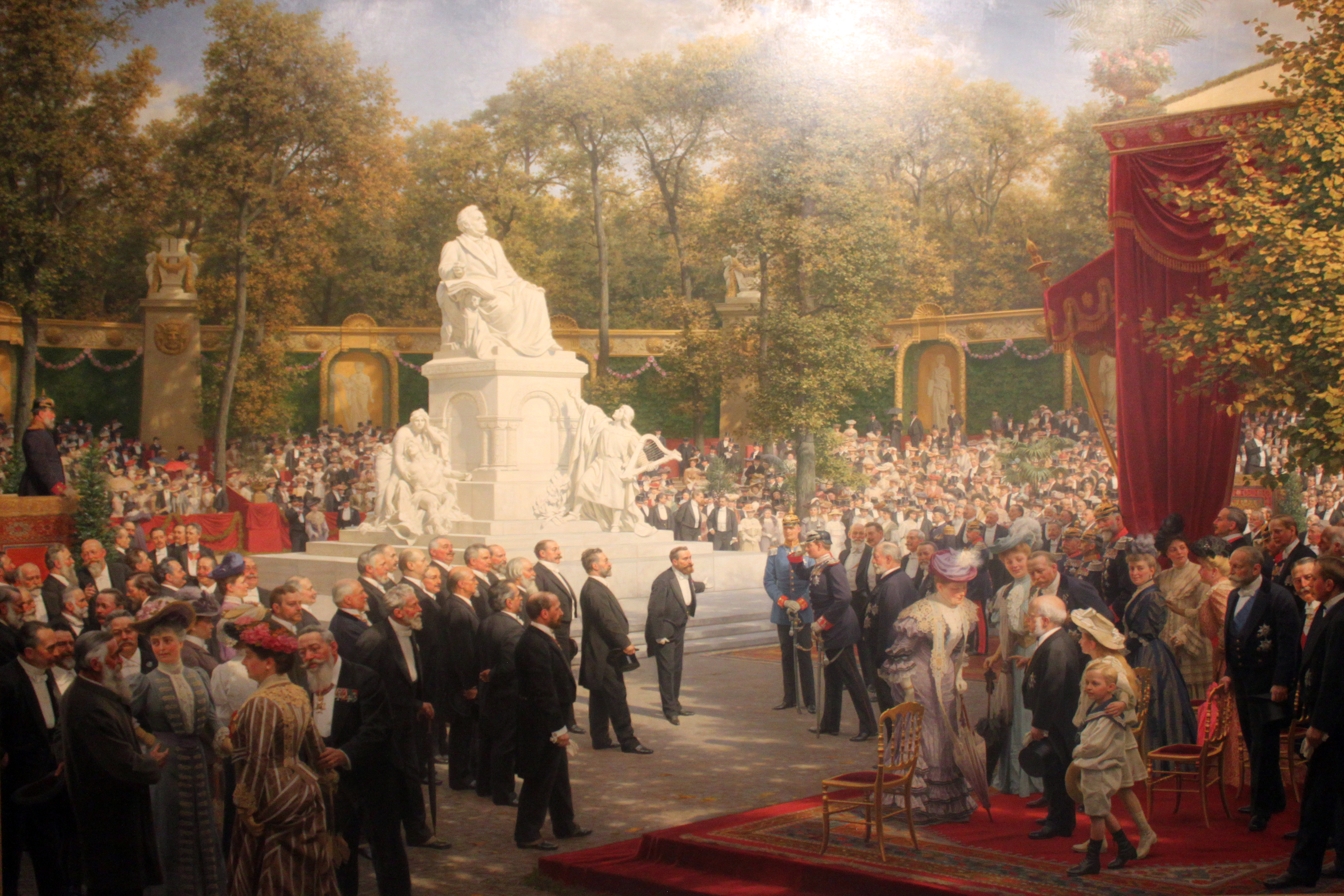
پم|یادبود ریشارد واگنر ۱۹۰۸ م.
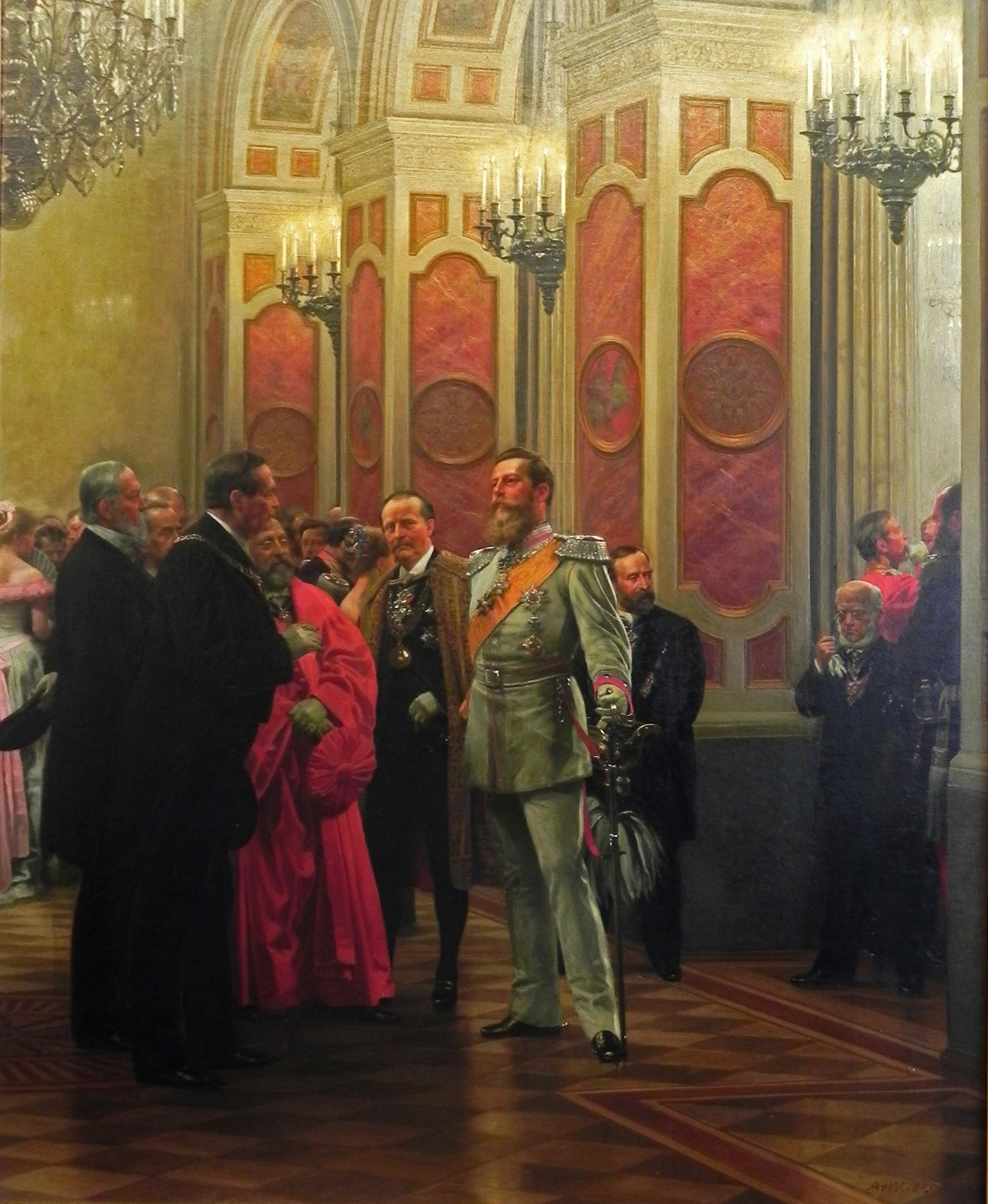
ولیعهد فریدریش سوم در ضیافت شام رسمی دربار ۱۸۹۵ م.
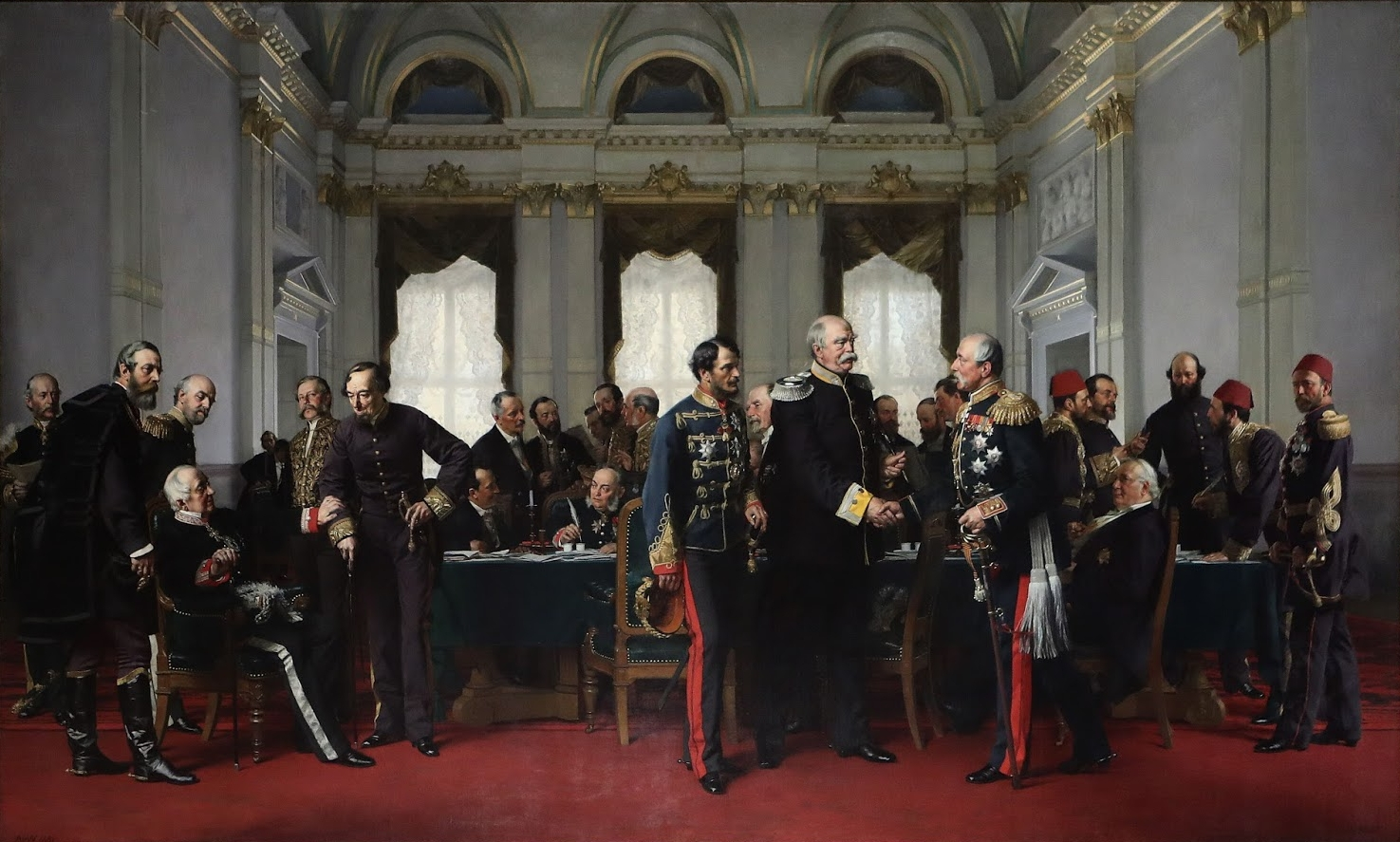
آخرین روز از کنگرهٔ برلین ۱۸۸۱ م.
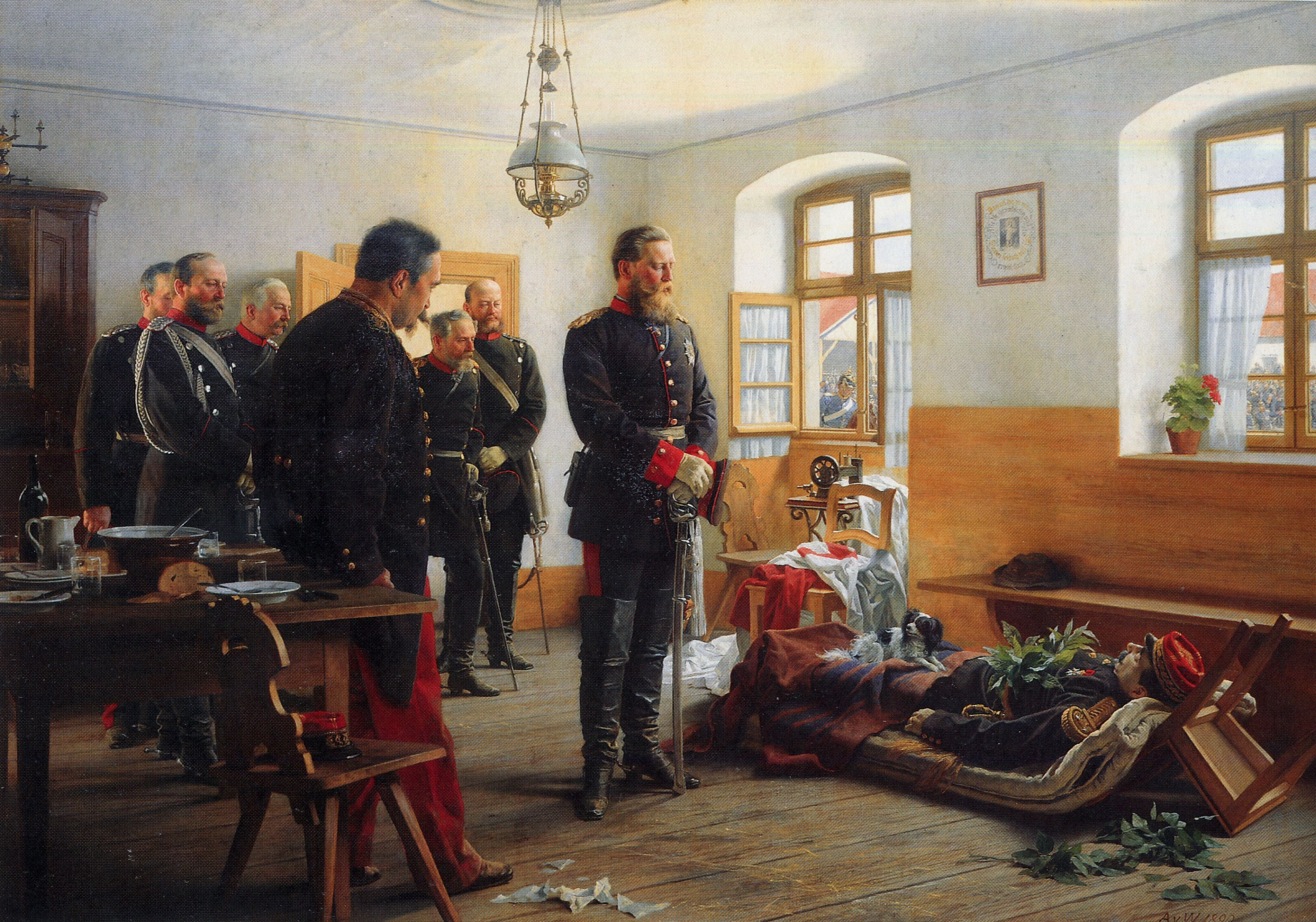
ادای احترام ولیعهد آلمان فریدریش سوم به ژنرال فرانسوی